# حادثه پانای
حادثه پانای (انگلیسی: USS Panay incident) حادثه ۱۲ دسامبر ۱۹۳۷ و حمله و بمباران امپراتوری ژاپن به یواس‌اس پانای (پی‌آر-۵) نیروی دریایی ایالات متحده و سه تانکر (کشتی) استاندارد کمپانی نفت در یانگ‌تسه بود.